# Thymus bracteatus
Thymus bracteatus là một loài thực vật có hoa trong họ Hoa môi. Loài này được Lange ex Cutanda miêu tả khoa học đầu tiên năm 1861.